# Rißtal (Karwendel)

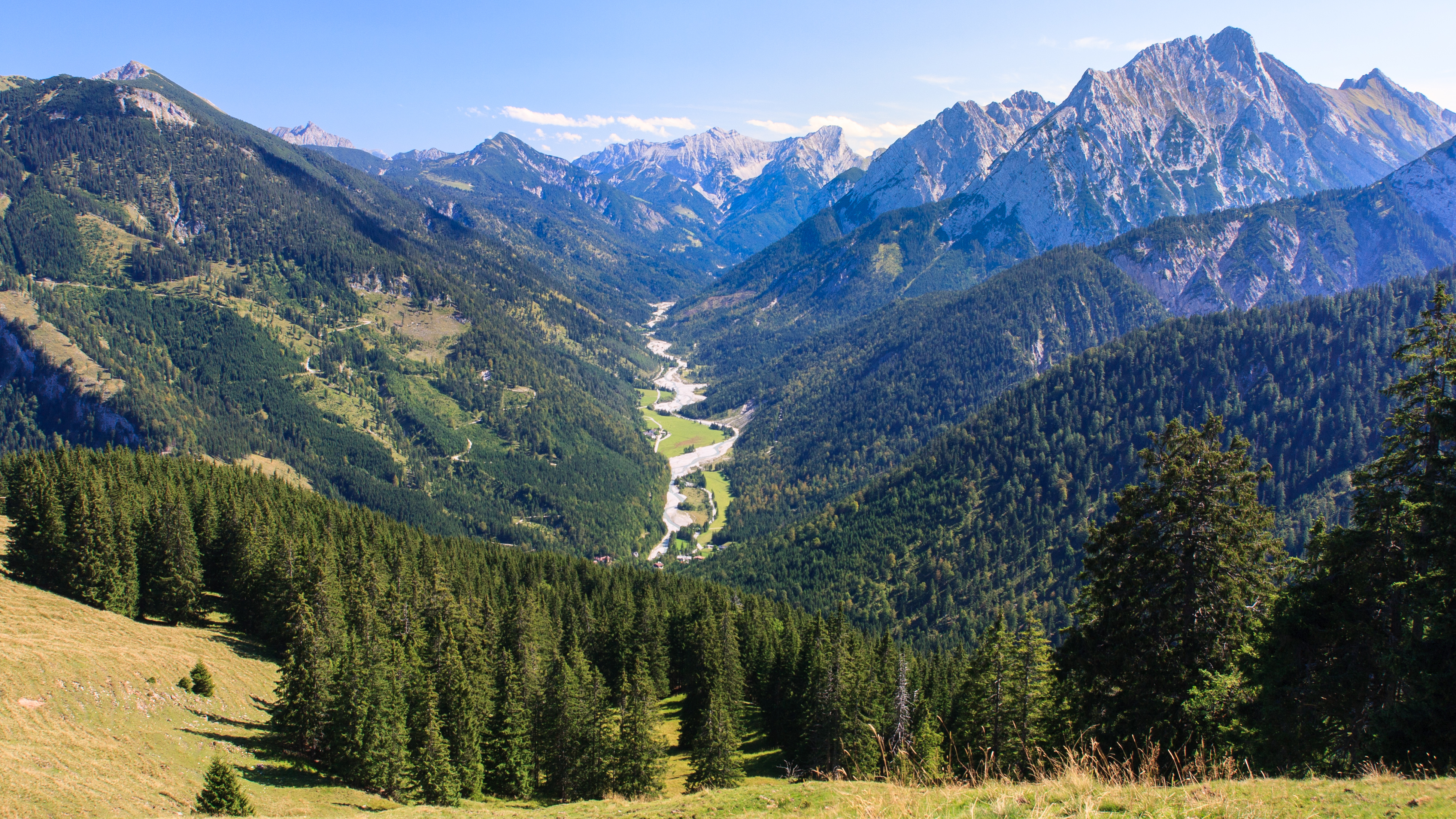
Das Rißtal, rechts der Rißer Falk am Horizont u. a. die Bettlerkarspitze und die Schaufelspitze.

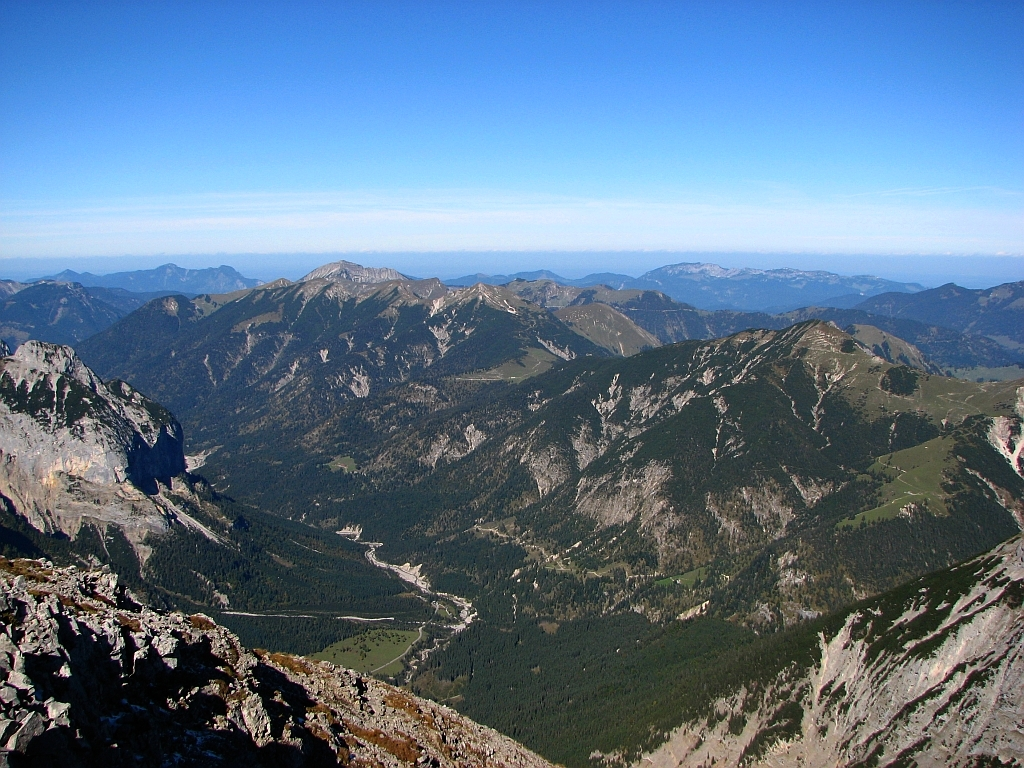
Der östliche Teil des Rißtals beim Aufstieg zum Sonnjoch

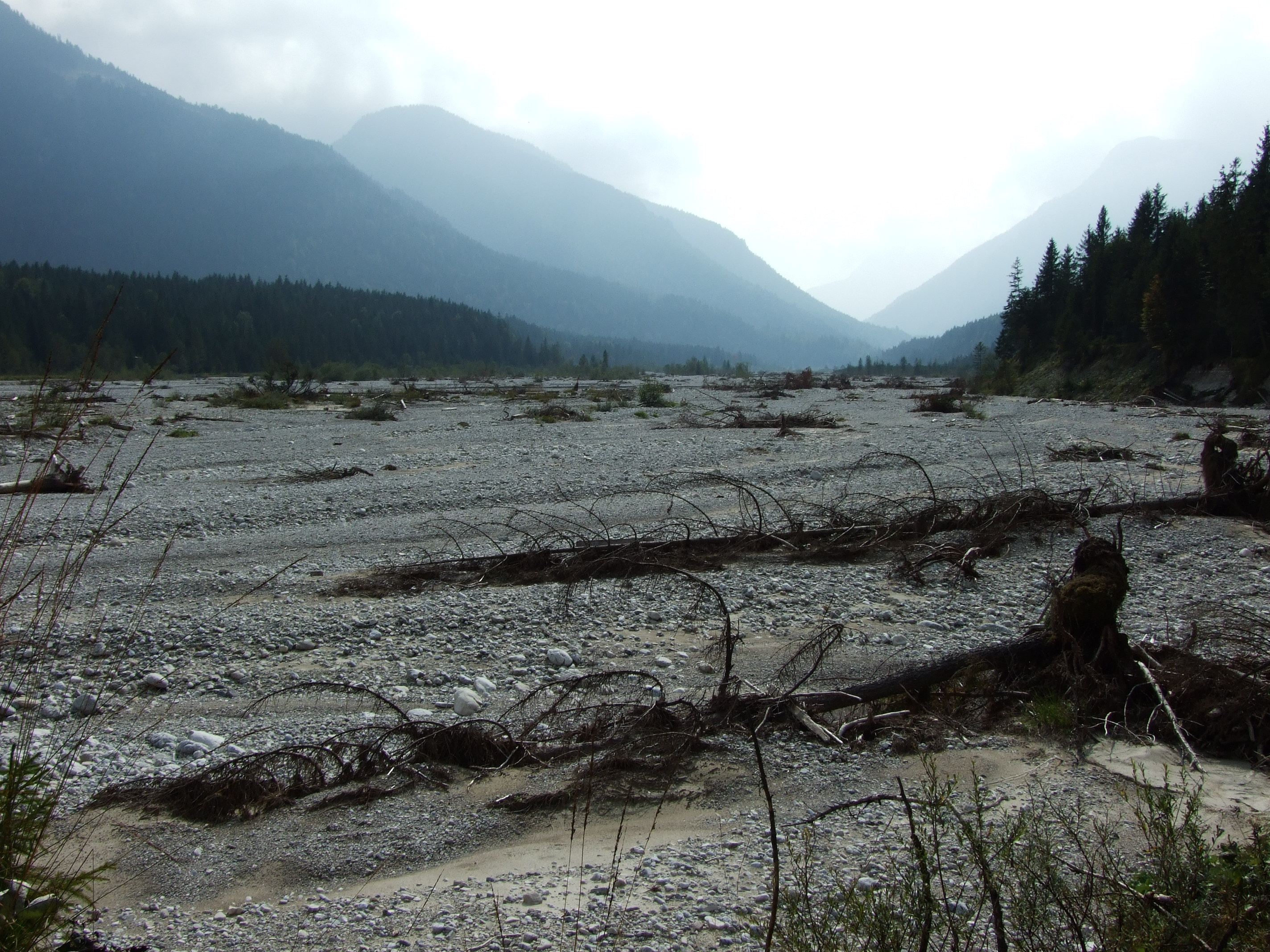
Ausgetrocknetes Rißtal bei der Mündung in die Isar bei Vorderriß

Das Rißtal, auch Rißbachtal, wird vom Rißbach entwässert und ist ein Tal des Karwendels. Es verläuft über etwa 25 Kilometer in meist nordwestlicher bis nördlicher Richtung von Tirol nach Oberbayern, wo es ins Isartal einmündet. Sehenswert ist der Große Ahornboden, ein Hochgebirgstalboden mit alten Ahornbäumen im hinteren Talbereich. Der dort auf mehreren Kilometern in ein enges, künstliches Bett gezwängte junge Rißbach wurde bis September 2014 im Rahmen eines zweijährigen Projekts renaturiert.
Das Rißtal ist weitgehend naturbelassen, jedoch von Bayern aus über eine Straße erschlossen, die von vielen Tagesurlaubern genutzt wird, um mit Fahrzeugen das Herz des Alpenpark Karwendel zu erreichen. Das Almdorf Eng am Talschluss hat sich dadurch zu einem Tourismuszentrum mit Großparkplatz und Großgaststätte entwickelt. Östlich von Hinterriß befindet sich die Mautstelle, an der zu den Öffnungszeiten der Straße in die Eng von Anfang Mai bis Ende Oktober eine Gebühr zu entrichten ist. Im Winter ist die Straße gesperrt. Von Mitte Mai bis Anfang November fährt der sogenannte Bergbus Eng (RVO-Linie 9569) von Lenggries (Bahnstrecke München–Lenggries) mit Haltestellen an allen Gasthöfen und Wandererparkplätzen des Tals bis in die Eng.